# SAI KZ VII Lærke
Le SAI KZ VII Lærke (« Alouette », en danois) était un avion utilitaire léger, conçu et produit au Danemark par la société Skandinavisk Aero Industri (SAI) après la Seconde Guerre mondiale.
Le KZ VII était dérivé de l'ambulance aérienne KZ III. Comme celui-ci, il était doté d'une voilure de type monoplan à aile haute à renforts conventionnelle, ainsi que d'une cabine fermée pouvant accueillir un pilote et trois passagers.
56 exemplaires furent produits, et 22 autres cellules partiellement assemblées furent détruites au cours d'un incendie dans leur usine de fabrication en 1947. L'Armée de l'air royale danoise en utilisa dix exemplaires comme appareils d'entraînement, entre 1950 et 1977.

## Conception et développement

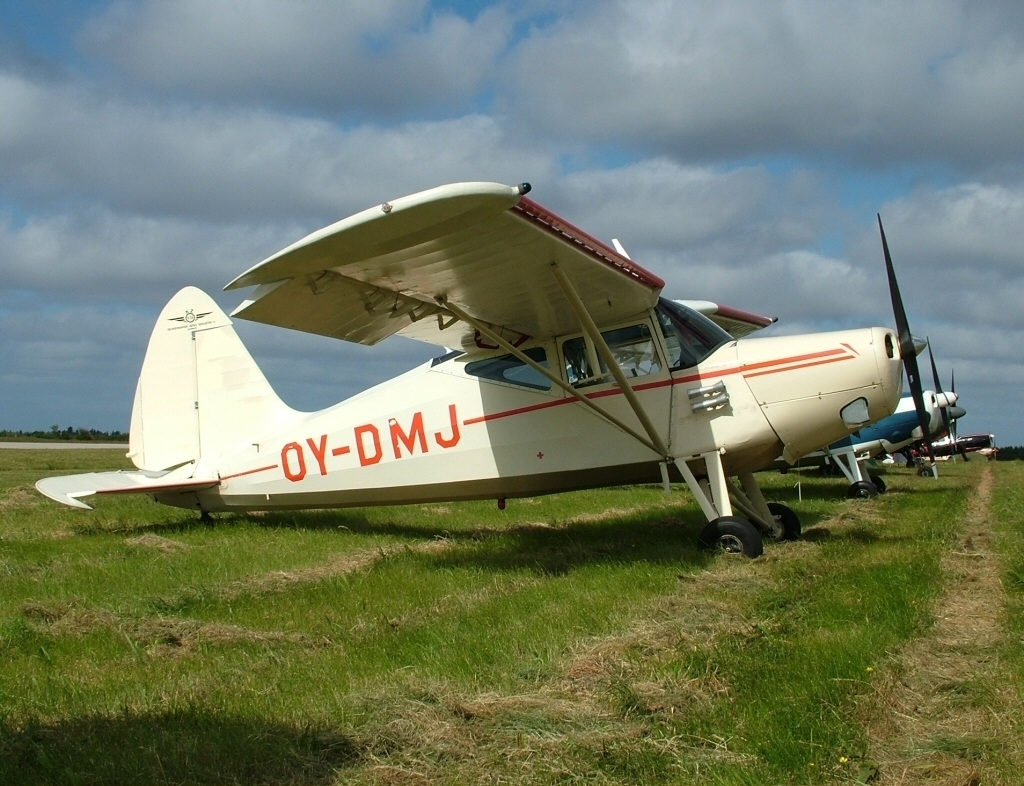
KZ VII à Stauning, juin 2005.

En raison de l'occupation allemande, l'industrie aéronautique danoise, dont faisait partie Skandinavisk Aero Industri (SAI), dut fermer ses portes pendant les années de la Seconde Guerre mondiale. Toutefois, les ingénieurs de la société ne restèrent pas les gras croisés ; ainsi, les ingénieurs Viggo Kramme (da) et Karl Gustav Zeuthen (da) s'attelèrent à préparer l'avenir de leur société, en dessinant les avions qui seraient produits après-guerre, les KZ III et KZ VII.
Il y avait énormément de points communs entre ces deux avions et de nombreuses pièces — par exemple les ailes et le fuselage — étaient quasiment identiques. En fait, les ailes étaient si proches dans leur conception qu'on pouvait même installer celles d'un KZ VII sur un KZ III sans problème. Le moteur du KZ VII était par contre plus gros que celui de son prédécesseur. Il fut décidé de lancer la production en série du KZ III, mais le 11 novembre 1946 le prototype du KZ VII avait déjà effectué son premier vol, et sa version de série avait déjà atteint son régime de production à plein régime dès 1947,,.
L'usine de production à Copenhague fut victime d'un violent incendie le 17 février 1947, et 22 avions inachevés furent détruits. Par chance, les moteurs déjà achetés avaient été entreposés ailleurs, à Kastrup, une banlieue au sud de la ville. La production reprit rapidement, mais elle dut cesser avant la fin de cette même année en raison de l'échec à l'obtention d'achat de licences par de potentiels acheteurs étrangers. Les exportations étaient une condition préalable à l'autorisation d'importer des moteurs étrangers et d'autres pièces. Une grande partie des employés furent licenciés. Toutes les importations étaient fortement réglementées dans les années qui ont immédiatement suivi la guerre. Il fut possible d'achever la production de trente des avions partiellement assemblés dans les années qui suivirent, et en 1954, date de l'arrêt de la production, 56 exemplaires avaient été produits et vendus,.

## Histoire opérationnelle

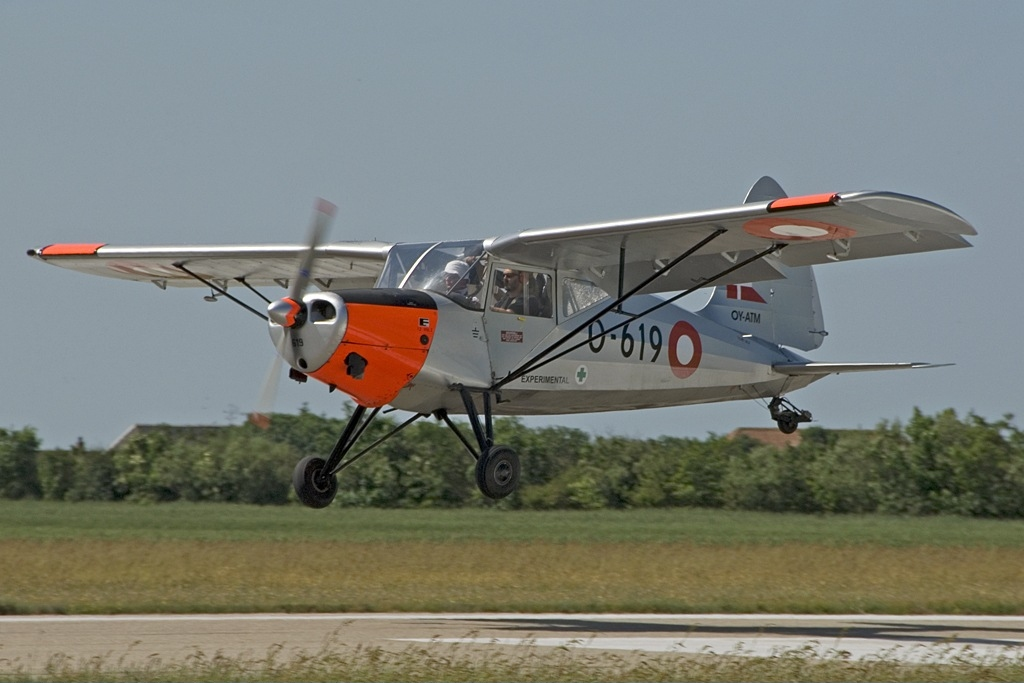
Ancien KZ VII militaire à Stauning, en juin 2007.

L'école de pilotage de la force aérienne, à Avnø, acheta dix avions en juin 1948, pour une somme de 350 000 kr. Ils portèrent initialement le numéro de type « 63 », puis la lettre « O », suive des numéros de série 615 à 624. Ils étaient d'un pilotage très facile, contrairement à celui des KZ II d'avant-guerre, particulièrement instables et exigeants pour leurs pilotes, mais qui mettaient en valeur les capacités ou les défauts des élèves qui devaient être formés dessus.
Le KZ VII n'était pas aussi populaire que son aîné auprès des écoles de pilotage. Un avion d'entraînement devait être facile à piloter, mais difficile à piloter correctement. Toutefois, la construction à aile haute, la bonne maniabilité et des caractéristiques de décrochage extrêmement pacifiques du KZ VII — en raison de ses capacités ADAC —, l'avaient rendu très populaire pour de nombreux usages mais beaucoup moins pour les écoles de pilotage, car il était devenu « trop facile » à piloter,. Alors que la plupart des avions-écoles des autres armées avaient été impliqués dans des accidents mortels, le KZ VII n'eut jamais à faire face à ce type d'événements.
Dès 1950, il fut remplacé par le DHC-1 Chipmunk, de conception canadienne, puis transféré vers divers aérodromes pour servir d'avion de liaison. En 1968, un incendie de hangar détruisit la quasi-totalité des Piper PA-18 Super Cub de l'escadrille d'observation d'artillerie, sur la base aérienne de Vandel (da). La force aérienne emprunta alors des KZ VII jusqu'à ce qu'une solution de remplacement soit disponible. Un prêt qui dura tout-de-même presque dix ans….
Lors de son retrait du service en 1977, l'avion avait 29 ans de service et presque 49 500 heures de vol. En presque trois décennies de bons et loyaux service, il n'avait connu que deux pertes sur dix appareils, et de plus causées par des incendies de hangars. Un troisième appareil dut également être mis au rebut après un atterrissage d'urgence dans le Cattégat. Sa baignade forcée l'avait exposé à la corrosion et avait irrémédiablement abîmé sa structure.
Les autres exemplaires furent revendus à des particuliers et pour un usage civil.

## Versions
Le KZ VII n'exista qu'en deux versions. En plus de sa version de production initiale et ses évolutions continues sur les chaînes de montage, les dix exemplaires de la version militaire bénéficièrent en effet d'un moteur Continental C145-2H (en) de 145 ch (106,6 kW), alors que le modèle de série avait un C125 de 125 ch (93 kW).

## Utilisateurs

### Utilisateurs civils
Il existe actuellement (2018) une vingtaine d'exemplaires préservés de cet avion. Beaucoup sont en état de vol ou en cours de restauration au Danemark. Certains ont été exportés, par exemple vers la Finlande et la Suisse, et plusieurs d'entre-eux volent toujours. Ils sont très appréciés des Suisses pour leurs capacités de vol à faible vitesse et leurs distances de décollage et d'atterrissage très courtes.
Chaque année, le Veteranfly Club organise le « Rallye KZ », une course de haut niveau ouverte aux vétérans mais également à toute personne passionnée d'aviation. Elle est l'occasion de réunir en un même lieu des personnes de tous horizons autour d'une même passion.
Le KZ VII fut également le premier avion de la compagnie de taxis aériens allemande OLT Ostfriesische Lufttransport.

### Utilisateur militaire
- Danemark : L'armée de l'air royale danoise a utilisé dix avions, immatriculés O-615 à O-624. Ils furent retirés du service en 1977[2],[6].

## Spécifications techniques
Données de Jane's all the World's Aircraft 1953–54
Caractéristiques générales
- Équipage : 1 pilote
- Capacité : 3 passagers
- Longueur : 6,56 m
- Envergure : 9,60 m
- Hauteur : 2,10 m
- Surface alaire : 13 m2
- Masse à vide : 464 kg
- Masse typique : 867 kg
- Moteur : 1   Moteur à pistons à 6 cylindres à plat refroidis par air Continental C125 (en) de 125 ch (93 kW)

 Performances 
- Vitesse maximale : 200 km/h
- Vitesse de croisière : 185 km/h
- Distance franchissable : 725 km
- Plafond : 4 115 m
- Vitesse ascensionnelle : 168 m/min
- Charge alaire : 35,69 kg/m2
- Rapport poids-puissance : 3,71 kg/ch

### Article
- (en) « KZ-VII in the Air - Some Impressions of the New Lark », Flight International magazine, vol. 51, no 2004,‎ 22 mai 1947, p. 464.